# Hugo I van Dammartin
Hugo I van Dammartin (overleden rond 1103) was van 1061 tot aan zijn dood graaf van Dammartin. Hij behoorde tot het huis Dammartin-en-Goële.

## Levensloop
Hugo I was de tweede zoon van graaf Manasses van Dammartin en diens echtgenote Constance, dochter van koning Robert II van Frankrijk.
Na de dood van zijn oudere broer Odo rond 1061 werd hij graaf van Dammartin. In deze functie stichtte hij de priorij van Saint-Leu-d'Esserent, waar hij de laatste jaren van zijn leven monnik was.
Hij overleed rond 1103 en werd opgevolgd door zijn zoon Peter.

## Huwelijk en nakomelingen
Hugo was gehuwd met Rohese de Clare, vrouwe van Bulles en dochter van de Normandische edelman Richard de Clare. Ze kregen volgende kinderen:
- Peter (overleden in 1106), graaf van Dammartin
- Alberic
- Basilia
- Adela, huwde eerst met Alberic van Mello, graaf van Dammartin, en daarna met Lancelin II van Beauvais
- Stephanie
- Hedwig, huwde met Gui de Possesse
- Odo, heer van Norton